# Wawrzyniec Pressen
Wawrzyniec Pressen – c.k. urzędnik austriacki, starosta brzozowski około 1870.
Prezes Wydziału Powiatowego w Brzozowie, honorowy obywatel miast Jarosław i Mikołajów, członek Galicyjskiego Towarzystwa Jedwabniczego z siedzibą w Brzeżanach, członek Towarzystwa Sztuk Pięknych.